# MacNC
Nel dicembre 1997 durante una discussione alla Harvard Computer Society, Larry Ellison uno dei dirigenti del consiglio di amministrazione di Apple affermò che Apple avrebbe presentato un prodotto chiamato Macintosh NC nell'aprile 1998. Ellison fece intendere che il prodotto era un network computer dotato di un processore a circa 300 MHz, uno schermo da 17 pollici e dal costo di massimo 1000 dollari. L'hard disk sarebbe stato disponibile come opzione al costo di 100 dollari.

Il prodotto non è mai stato messo in commercio, e il CEO dell'Apple Steve Jobs ha sempre negato energicamente l'esistenza del prodotto, ma alcune persone dicono che gli schemi del MacNC sono stati utilizzati come base per la prima generazione di iMac.